# Saina Nehwal
Saina Nehwal (n. 17 martie 1990, Dhindar⁠(d), Haryana, India) este o jucătoare de badminton ce a reprezentat India, medaliată olimpică. A participat la 3 ediții ale Jocurilor Olimpice (2008, 2012, 2016) în care a câștigat o medalie de bronz.